# Ze inconnus story - Le Spectacle

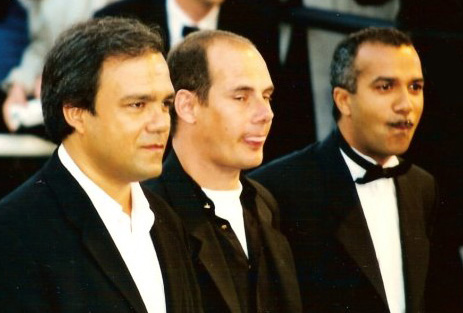
Les Inconnus au festival de Cannes 1996. De gauche à droite, Didier Bourdon, Bernard Campan et Pascal Légitimus.

Le Nouveau Spectacle est le deuxième spectacle interprété par Didier Bourdon, Bernard Campan et Pascal Légitimus (alias Les Inconnus). Il a été enregistré au Casino de Paris en 1993.

## Liste dessketches
1. La revue de presse ;
2. Les publicitaires ;
3. Les commerces ;
4. Les vigiles ;
5. Les branleurs ;
6. Rap-Tout (Vampire), sur scène ;
7. Les langages hermétiques (des Inconnus) ;
8. Les gosses ;
9. Les radio libres (des Inconnus) ;
10. Les spectacles parisiens ;
11. Télémagouilles.

Bonus
- Les chaussures.

## Fiche technique
- Spectacle écrit et interprété par : Didier Bourdon, Bernard Campan, Pascal Légitimus
- Produit par : Paul Lederman et Alexandre Lederman
- Producteur exécutif : Francis Fournier
- Réalisation : Massimo Manganaro
- Photographe : Jean-Jacques Damour
- Enregistré en public au Casino de Paris en 1993
- Musique des Inconnus / Éditions Lederman (excepté le thème du générique Lion Rock Hoe Down Mix)
- Durée : 1 h 38